# Staurochilus leytensis
Staurochilus leytensis är en orkidéart som först beskrevs av Oakes Ames, och fick sitt nu gällande namn av Eric Alston Christenson. Staurochilus leytensis ingår i släktet Staurochilus och familjen orkidéer.
Artens utbredningsområde är Filippinerna. Inga underarter finns listade i Catalogue of Life.